# Линь-гун И
Лин-гун (鄭靈公, пиньинь: Zheng ling gōng, умер в 605 г. до н. э.) — правитель княжества Чжэн в  605 г. до н. э. Личное имя — И (夷).

## Правление
Лин-гун, бывший сыном чжэнского правителя Му-гуна, удержался у власти весьма непродолжительное время. Если верить Сыма Цяню, то причиной его смерти стал довольно странный казус. Только что взошедший на престол Лин-гун получил из Чу подарок — большую черепаху и пригласил двоих своих сановников Цзы Цзя и Цзы Гуна на прием. Один из приглашенных Цзы Гун унюхал вкусный запах черепашьего супа и стал двигать указательным пальцем, сказав Цзы Цзя: «В другое время, когда у меня шевелился указательный палец, мне всегда приходилось есть необычайные яства». Войдя во дворец, он увидел, что Лин-гуну подносят суп из черепахи и засмеялся, радуясь своей правоте. Вошедший правитель спросил о причине смеха, а когда узнал, то почему-то обиделся и счел уместным обнести супом того, кто двигал пальцем. Оскорбленный сановник ушел, после чего оскорбился Лин-гун и решил убить ушедшего. Но Цзы Гун опередил правителя и, сговорившись с Цзы Цзя, сам убил его. Ситуация выглядит не очень достоверной, ибо повод для оскорбления и тем более убийства правителя кажется слишком уж пустяковым — во всяком случае в том варианте, который зафиксирован источниками. Но была задета честь аристократа.
На трон был посажен младший брат Лин-гуна, Цзянь, известный как Сян-гун.